# Logika z Port-Royal
Logika z Port-Royal (francouzsky: Logique de Port-Royal; původním názvem však: La Logique ou l'art de penser, tj. "Logika čili umění myslet") je název významného díla o logice vydaného nejprve anonymně v roce 1662 v Paříži, jehož autory byli Antoine Arnauld a Pierre Nicole. Oba byli představiteli tzv. Port-royalské školy ovlivněné jansenistickým myšlenkovým směrem morálně přísného katolicismu, jejímž centrem byl klášter Port-Royal des Champs. Toto dílo úzce navazuje na předchozí jazykovědný spis známý jako Gramatika z Port-Royal z roku 1660 od Arnaulda a Lancelota. Metodologie díla vychází z Descartova spisu Pravidla pro vedení rozumu, především však reaguje na nároky, které na logiku kladl Pascal. Pod jeho vlivem byli autoři přesvědčení, že formální logika je sama o sobě bezcenná, resp. nabývá na významu až vztahem k praxi, když se podřizuje cíli prosadit rozum a spravedlnost. Jejich pojem logiky je proto velmi široký.
Logika z Port-Royal má do značné míry kompilační charakter, vedle zhodnocení Descartových a Pascalových myšlenek přihlíží také k tradiční sylogistické logice. Příčinu omylů ve filosofii a vědě spatřovali autoři spíše než v nesprávném odvozování v používání chybných premis, proto jim připadala oblast formálních logických vztahů příliš úzká. Toto odmítnutí čistě formální logiky je u Arnaulda a Nicoleho spojeno s kritikou "geometrické metody", jejíž přednosti sice uznávali, ale přistupovali k ní s pochybností, protože vede k nadřazování logické správnosti argumentů nad pravdivostní obsah jejich premis. Zatímco moderní formální logika, známá od Leibnize, ponechává stranou otázku pravdivosti premis a zkoumá jen vztahy mezi premisami a důsledky, autoři Logique de Port-Royal v tom viděli závažnou chybu "geometrické metody". Nejzávažnějším nedostatkem "geometricky" postupující logiky spočívá podle autorů v zanedbání pravého řádu přirozenosti, podle něhož nelze vycházet z jakýchkoli vět, nýbrž jedině z takových, které jsou vhodné k tomu, aby fungovaly jako principy. Tyto principy pak vymezili následovně: 1) To, co je obsaženo v jasné a zřetelné ideji nějaké věci, lze o této věci vypovídat jako pravdivé; 2) vše, co poznáváme jasně a zřetelně, obsahuje přinejmenším možnost existence poznávaného; 3-7) různé formulace principu kauzality; 8) to, co je jasné a evidentní, nelze popírat; 9) nekonečno je pro konečného ducha nepochopitelné; 10) princip Boží pravdivosti. Jedná se tedy spíše o zásady z oblasti metafyziky poznání než o logické axiomy. Jedním z nejdůležitějších příspěvků Logiky z Port-Royal spočívá v jasném rozlišení rozsahu (extension) a obsahu (compréhension) pojmů. Rozsahem určitého pojmu potom autoři rozuměli nejen třídu individuí spadajících pod určitý pojem, ale také druhy podřazené pod pojem rodu. Dílo Arnaulda a Nicoleho si získalo velkou popularitu a bylo až do 19. století užíváno jako standardní učebnice tradiční logiky. Tugendhat a Wolf je označují za ukázku druhé, novověké, fáze logiky, která se vyznačuje "převládnutím otázek z oblasti teorie poznání a psychologie". Logikou z Port-Royal se zabýval filosof Louis Marin. Michel Foucault v ní spatřoval základ moderní épistémè.